# Altes Land
Altes Land (svenska Gamla landet) är ett område söder om floden Elbe i de tyska delstaterna Hamburg och Niedersachsen. Altes Land har blivit känt genom sina omfattande äppelodlingar. Området är med sina 14 300 hektar det största sammanhängande fruktområdet i Centraleuropa. Här finns även musterier och området är ett populärt semesterområde.

## Bilder

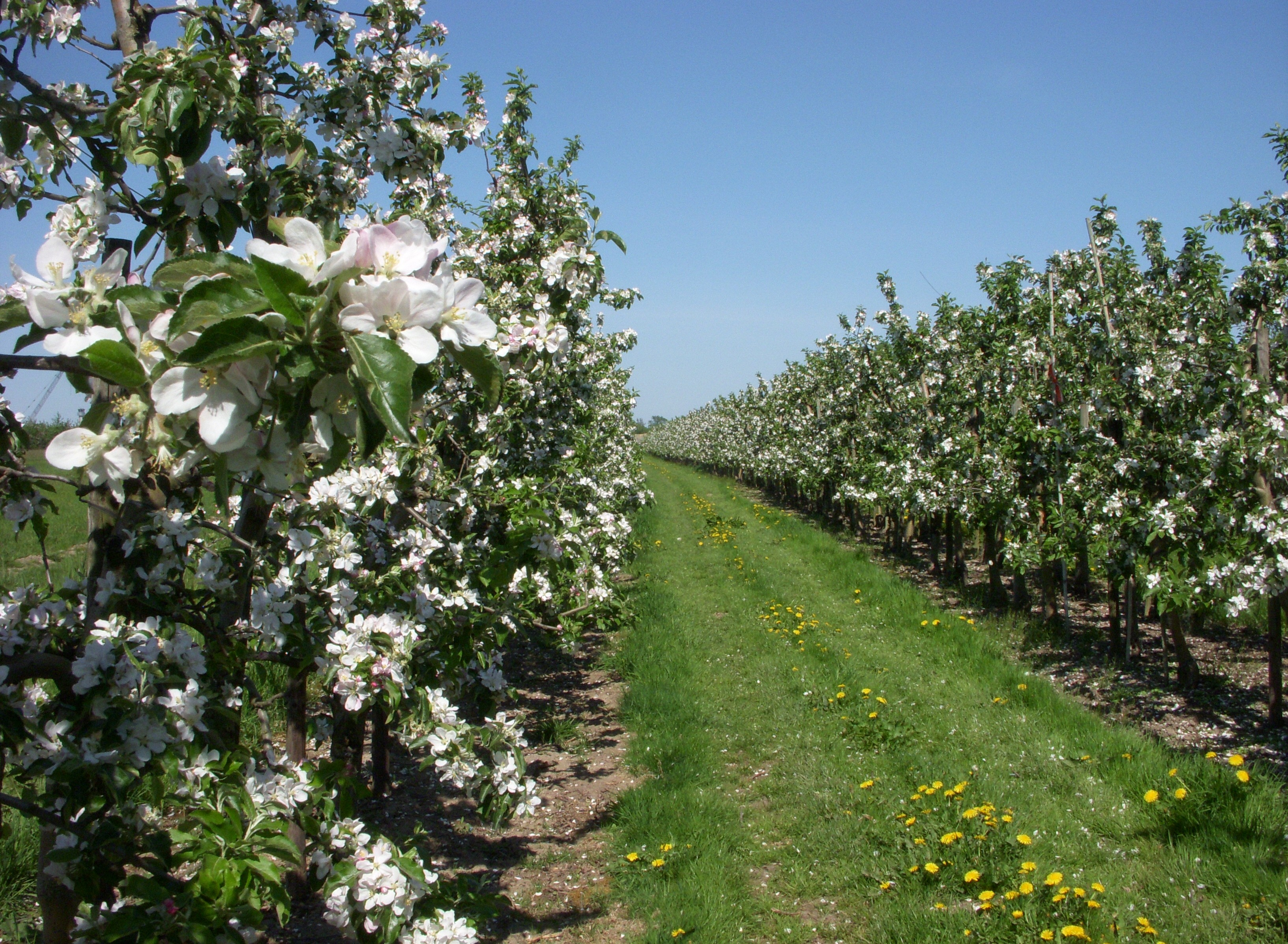
Äppelodling i blomning
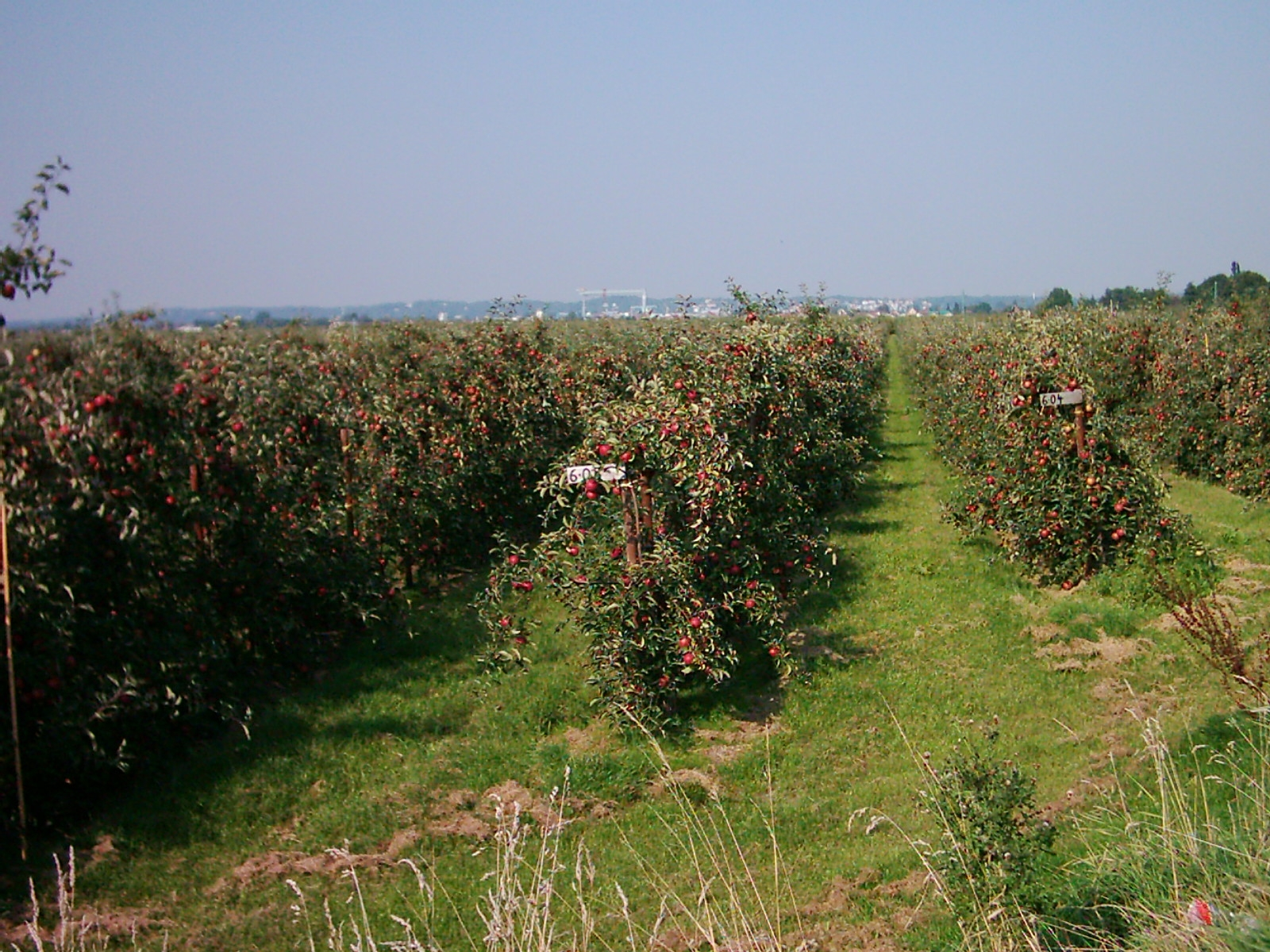
Äppelodling, mogna äpplen
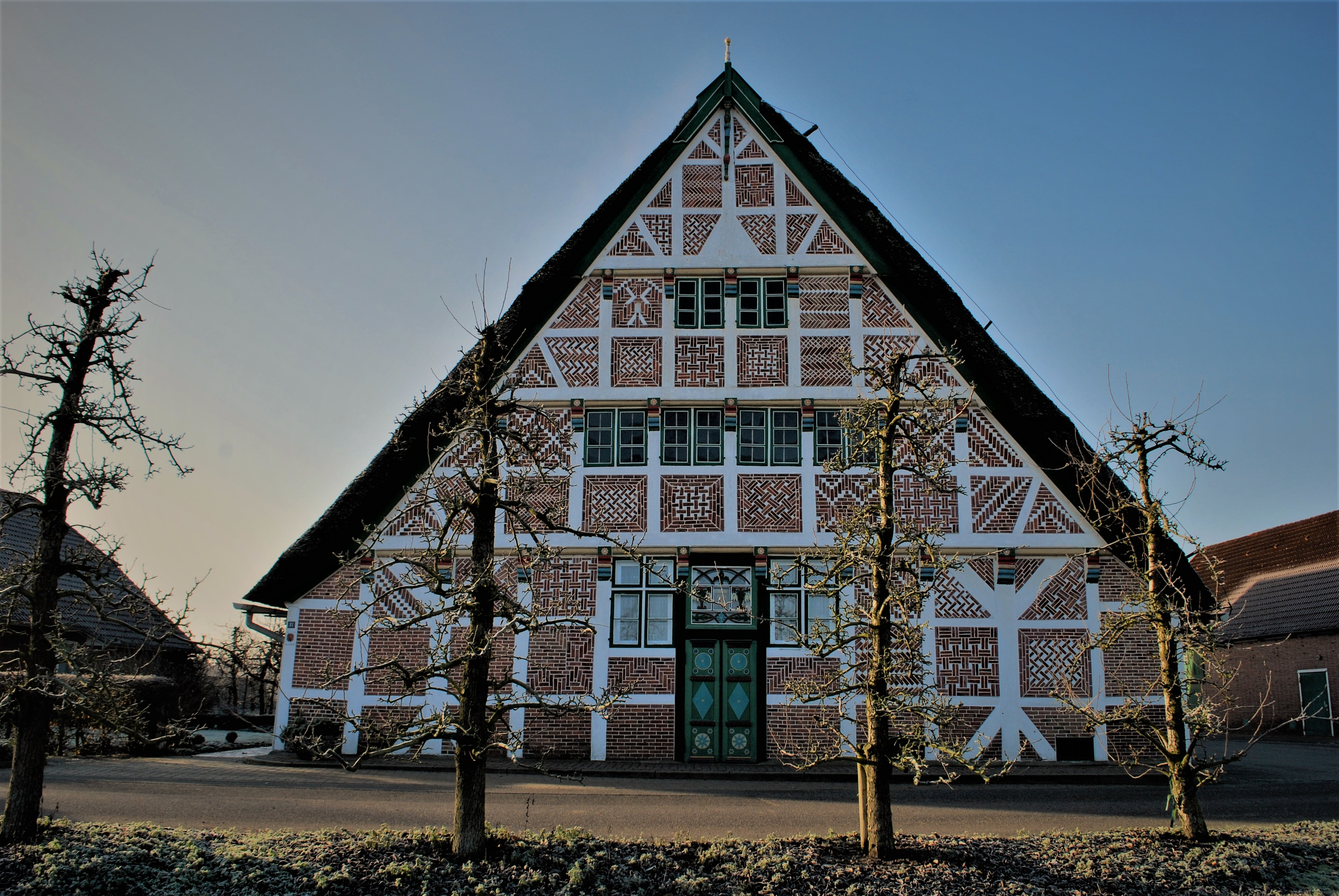
Mellan Jork och Wisch
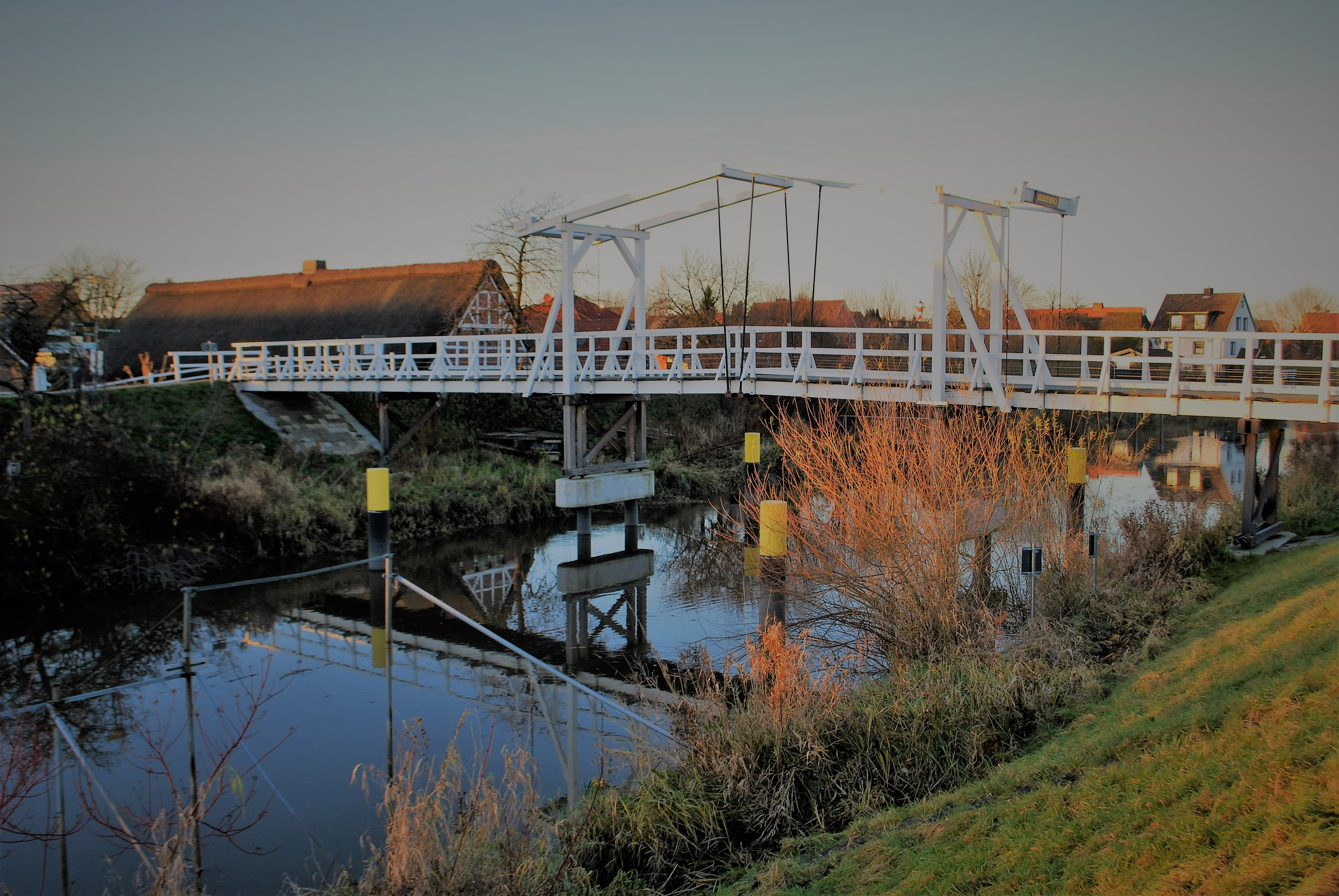
Bron Hogendiekbrück, Steinkirchen
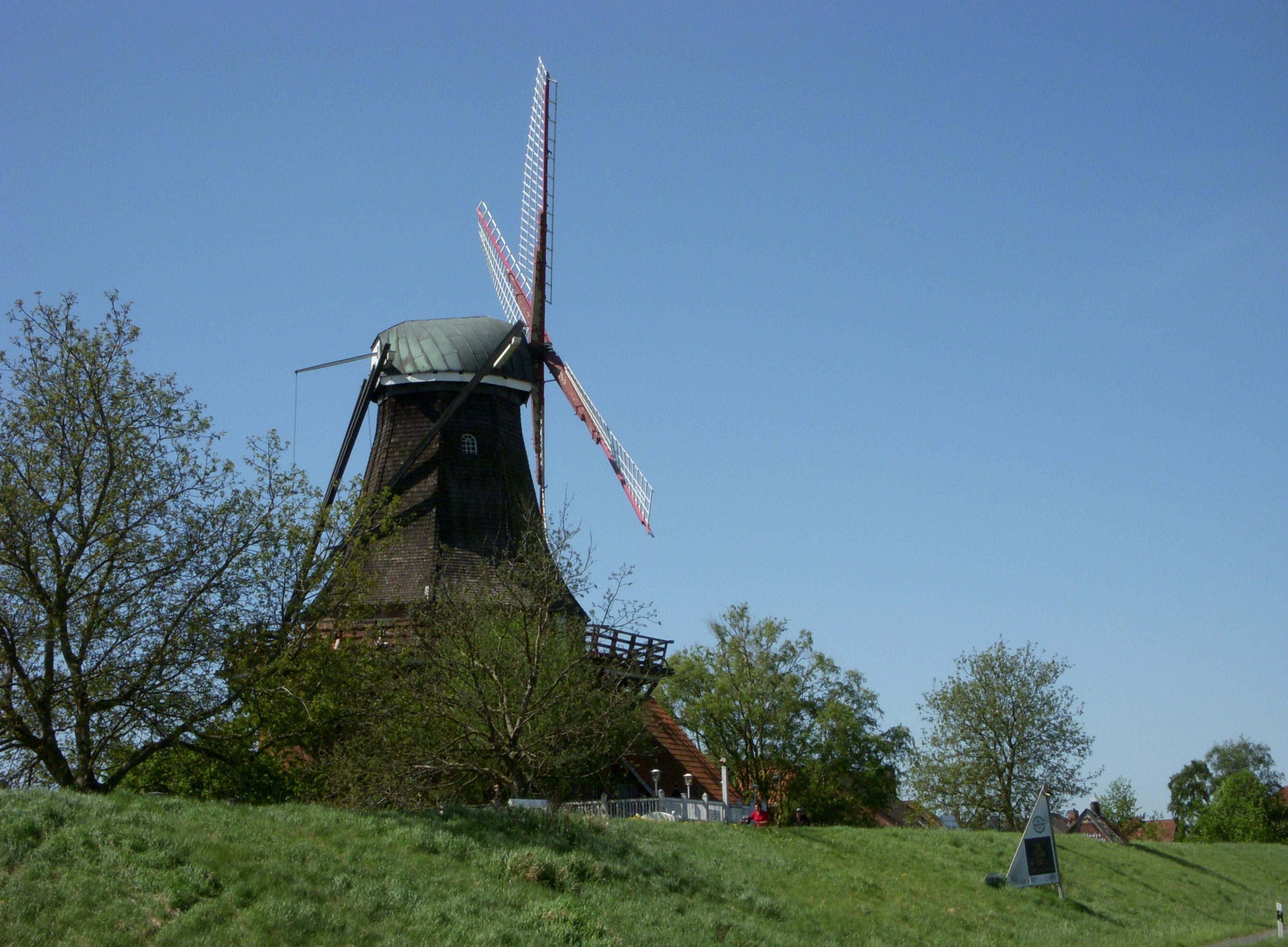
Väderkvarnen Borsteler Mühle
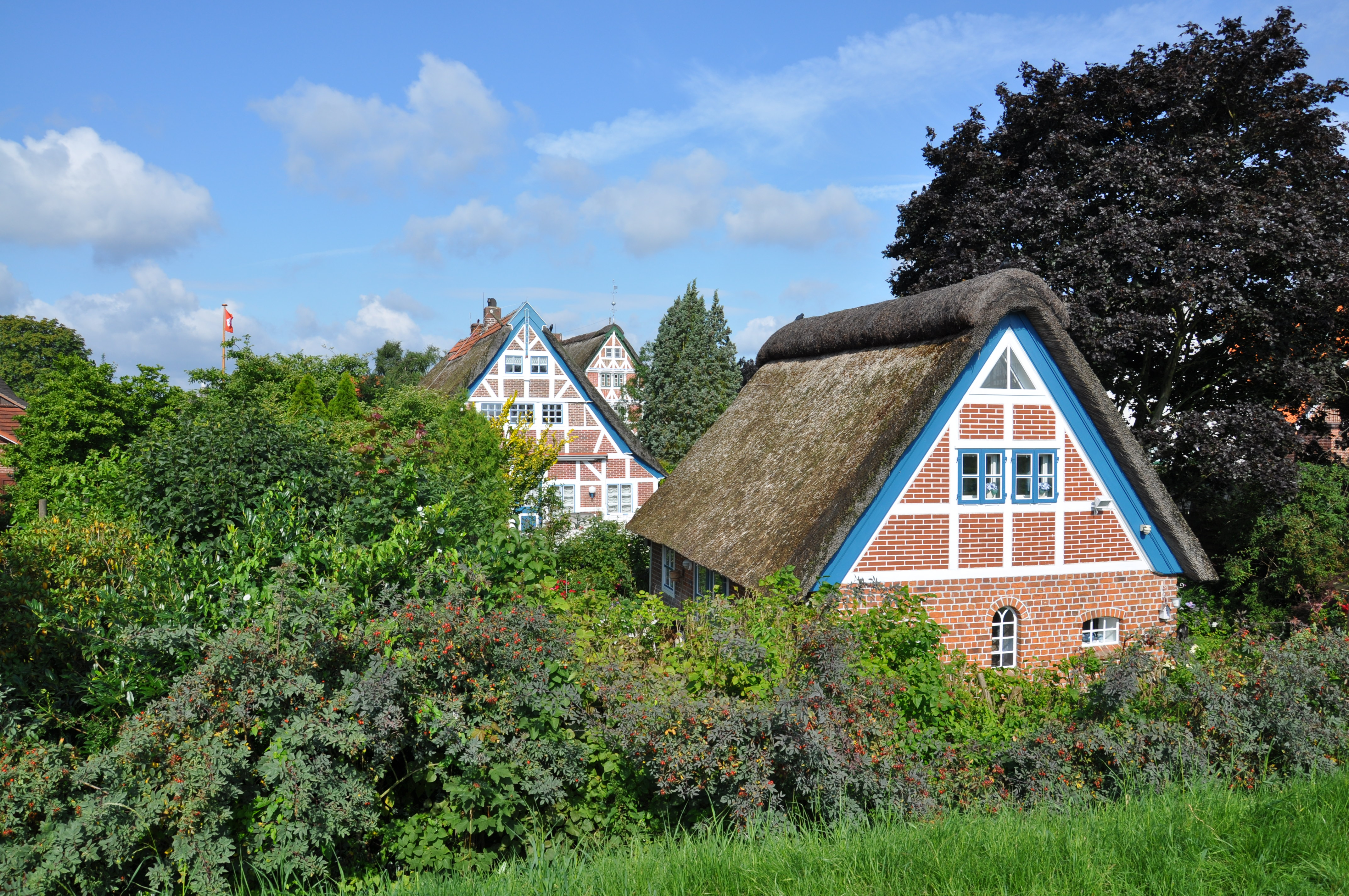
Steinkirchen